# Konjsko polje
Konjsko polje je krško polje u Bosni i Hercegovini. Smješteno je u podnožju planine Ljubišnje, u istočnoj Hercegovini.
Nalazi se u porječju Trebišnjice, na 829 metara nadmorske visine. Prostire se na 1,49 km2 površine. Nije plavno.
Ime je dobilo po stadima konja koja su nekada dovođena na ispašu u polje.